# Figueiredo (Amares)
Figueiredo ist ein Ort und eine ehemalige Gemeinde im Norden Portugals.

## Geschichte
Im Jahr 1706 wurde Figueiredo mit 63 Einwohnern in den Registern aufgeführt.
Im weiteren Verlauf des 18. Jahrhunderts erlebte der Ort dann einen relativen Aufschwung. Die Gründungen von Quintas wie die Casa da Torre de Vilar oder die Casa da Ribeira zeugen davon.
Figueiredo blieb eine eigenständige Gemeinde, bis diese mit der Gebietsreform 2013 aufgelöst und mit der Ortsgemeinde von Amares zusammengelegt wurde.

## Verwaltung
Figueiredo war Sitz einer gleichnamigen Gemeinde (Freguesia) im Kreis (Concelho) von Amares im Distrikt Braga. Die Gemeinde hatte eine Fläche von 3,2 km² und 1104 Einwohner (Stand 30. Juni 2011).
In der Gemeinde lag nur die namensgebende Ortschaft.
Mit der Gemeindereform vom 29. September 2013 wurden die Gemeinden Figueiredo und Amares zur neuen Gemeinde União das Freguesias de Amares e Figueiredo zusammengefasst.